# Liste der Gedenktafeln in Berlin-Grunewald
Die Liste der Gedenktafeln in Berlin-Grunewald enthält die Namen, Standorte und, soweit bekannt, das Datum der Enthüllung von Gedenktafeln.
Die Liste ist nicht vollständig.

## Grunewald
| Bild | Name                            | Standort                  | Datum der Enthüllung |
| ---- | ------------------------------- | ------------------------- | -------------------- |
|      | 20. Juli 1944                   | Herbertstraße 2–6         |                      |
|      | Karl Abraham                    | Bismarckallee 14          |                      |
|      | Max Alsberg                     | Richard-Strauss-Straße 22 |                      |
|      | Vicky Baum                      | Koenigsallee 43–45        |                      |
|      | Berliner Sport-Club             | Hubertusallee 50          |                      |
|      | Edith Berlow                    | Menzelstraße 9            |                      |
|      | Otto von Bismarck               | Bismarckplatz             |                      |
|      | Otto von Bismarck               | Bismarckplatz             |                      |
|      | Allgemeiner Blindenverein       | Auerbacher Straße 7       |                      |
|      | Allgemeiner Blindenverein       | Auerbacher Straße 7       |                      |
|      | Karl Bonhoeffer                 | Wangenheimstraße 14       |                      |
|      | Deportierte                     | Am Bahnhof Grunewald 1    |                      |
|      | Isadora Duncan                  | Trabener Straße 16        |                      |
|      | Werner Eisbrenner               | Bismarckallee 32a         |                      |
|      | Lion Feuchtwanger               | Regerstraße 8             |                      |
|      | Samuel Fischer                  | Erdener Straße 8          |                      |
|      | Erstes Frauenhaus Berlin        | Richard-Strauss-Straße 22 | 29. September 2022   |
|      | Karl Rudolf Friedenthal         | Halenseestraße 17         |                      |
|      | Carl Fürstenberg                | Koenigsallee 53c-e        |                      |
|      | Joachim Gottschalk              | Toni-Lessler-Straße 2     |                      |
|      | Maximilian Harden               | Wernerstraße 16           |                      |
|      | Villa Harteneck                 | Douglasstraße 9           |                      |
|      | Joseph Joachim                  | Joseph-Joachim-Platz      |                      |
|      | Judendeportation                | Am Bahnhof Grunewald      |                      |
|      | Judendeportation                | Am Bahnhof Grunewald      |                      |
|      | Harald Juhnke                   | Lassenstraße 1            |                      |
|      | Karmielplatz                    | Karmielplatz              | 18. Oktober 2015     |
|      | Alfred Kerr                     | Höhmannstraße 6           |                      |
|      | Alfred Kerr                     | Douglasstraße 10          |                      |
|      | Fritz Kreisler                  | Bismarckallee 32a         |                      |
|      | Kriegsopfer                     | Herbertstraße 2–6         |                      |
|      | Rainer Kriester                 | Wissmannstraße 6          |                      |
|      | Helene Lange                    | Kunz-Buntschuh-Straße 7   |                      |
|      | Lilli Lehmann                   | Herbertstraße 20          |                      |
|      | Richard Löwenthal               | Höhmannstraße 8           |                      |
|      | Rudolf Mendel                   | Bismarckallee 23          |                      |
|      | Franz von Mendelssohn           | Bismarckallee 23          |                      |
|      | Brigitte Mira                   | Koenigsallee 83           |                      |
|      | Friedrich Wilhelm Murnau        | Douglasstraße 22          |                      |
|      | Max Planck                      | Wangenheimstraße 21       |                      |
|      | Walther Rathenau                | Koenigsallee 65           |                      |
|      | Walther Rathenau                | Koenigsallee 16           |                      |
|      | Max Reinhardt                   | Fontanestraße 8           |                      |
|      | Max Reinhardt                   | Fontanestraße 8           |                      |
|      | Ferdinand Sauerbruch            | Richard-Strauss-Straße 1  |                      |
|      | Carl Ludwig Schleich            | Franzensbader Straße 16a  |                      |
|      | Carl Sonnenschein               | Delbrückstraße 35         |                      |
|      | René A. Spitz                   | Taubertstraße 5           |                      |
|      | Robert Stolz                    | Waldmeisterstraße 2       |                      |
|      | Hermann Sudermann               | Bettinastraße 3           |                      |
|      | Hermann Sudermann               | Bettinastraße 3           |                      |
|      | Łukasz Surowiec                 | Am Bahnhof Grunewald 1    |                      |
|      | Hans Ullstein                   | Bettinastraße 4           |                      |
|      | Walther-Rathenau-Gymnasium      | Herbertstraße 2–6         |                      |
|      | Walther-Rathenau-Gymnasium      | Herbertstraße 2–6         |                      |
|      | Hildegard Wegscheider           | Lassenstraße 16–20        |                      |
|      | Hildegard Wegscheider Gymnasium | Lassenstraße 16–20        |                      |
|      | Joseph Weißenberg               | Bismarckallee 23          |                      |
|      | Bernhard Wieck                  | Bernhard-Wieck-Promenade  |                      |